# Rondel (budowla)

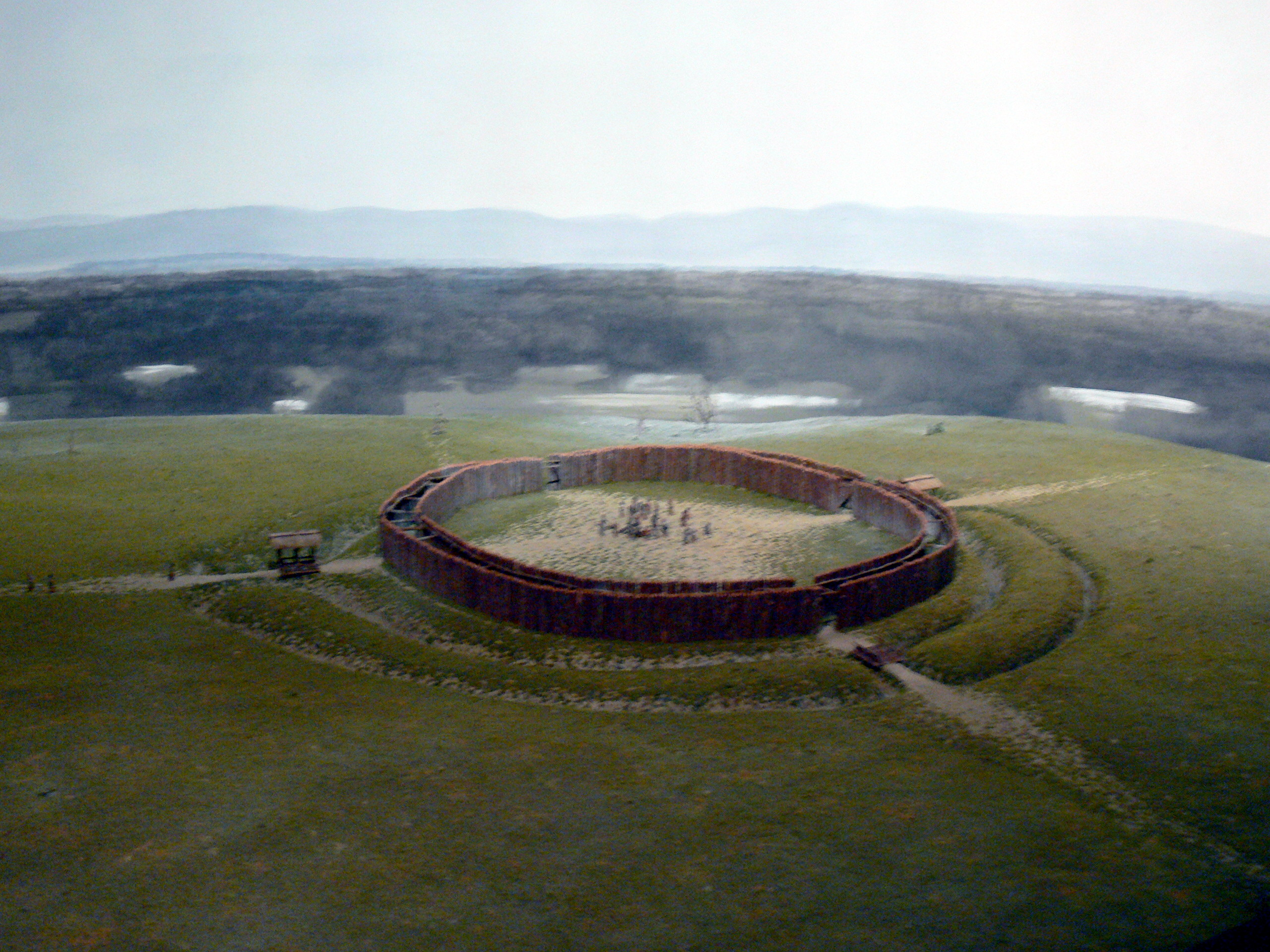
Rekonstrukcja neolitycznego rondla z Künzing-Unternberg w Niemczech

Rondel – założenie przestrzenne z czasów neolitu czyli ok. 5200–1900 r. p.n.e. (końcowego okresu epoki kamienia, poprzedzającego epokę brązu), mające zazwyczaj formę kręgu lub owalu otoczonego co najmniej jednym rowem, a czasami także palisadą. W Europie zlokalizowano około 130 tego typu obiektów. Najwięcej tego typu założeń odkryto jak dotąd w Austrii, około 1/3. Rondele są najstarszymi przykładami monumentalnej architektury w Europie.

## Funkcje
Przypuszcza się, że rondele mogły mieć charakter kultowy, astronomiczny, być może obronny. Mogły też być wykorzystywane jako miejsce spotkań.

## Opis typowej konstrukcji
Konstrukcja drewniano-ziemna złożona z jednej lub wielu palisad otoczonych jednym lub wieloma rowami o przekroju w kształcie litery V. Najczęściej posiadała 4 bramy. Wnętrze zwykle było niezabudowane, ślady osadnictwa zazwyczaj znajdowane są na zewnątrz. Średnica odnalezionych rondeli waha się od 35 do 150 metrów.

## Rondele w Polsce

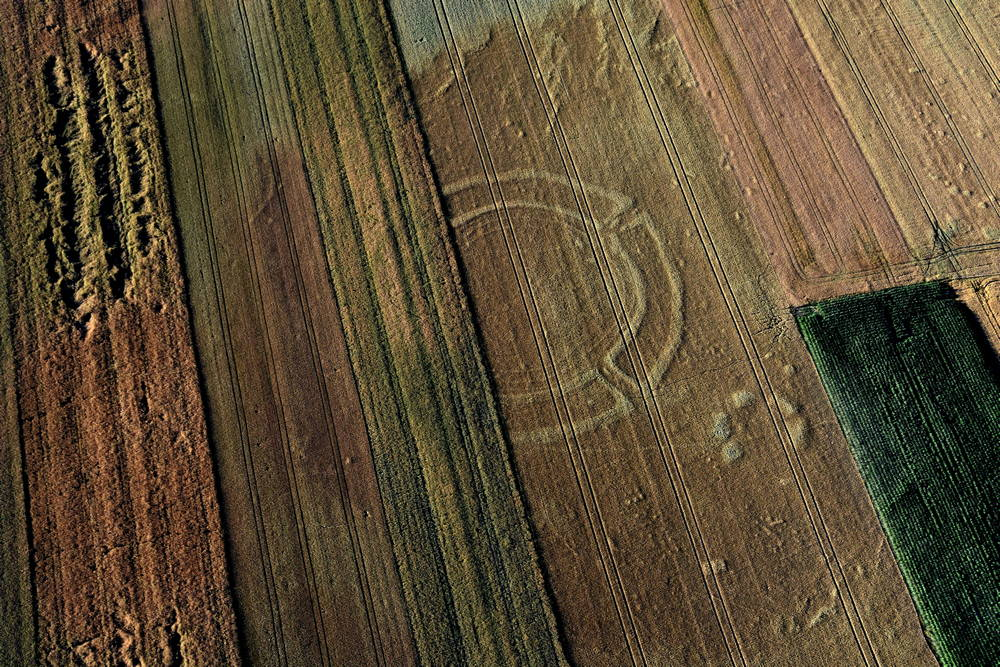
Zdjęcie lotnicze neolitycznego rondla w Drzemlikowicach

- W roku 1997 Otto Braasch odkrył z powietrza pierwsze dwa rondele neolityczne na terenie Polski: w Bodzowie i Rąpicach w woj. lubuskim[3].
- W 2008 roku prof. Włodzimierz Rączkowski również z powietrza odkrył w Wenecji koło Biskupina trzeci na terenie Polski rondel neolityczny. Ma on średnicę ok. 100 metrów. Rondel w Wenecji składał się z dwóch wałów ziemnych i był użytkowany 5-6 tysięcy lat temu. W obrębie wałów zlokalizowano pozostałości po drewnianym obiekcie o prostokątnym planie[4].
- W 2011 roku odkryto obiekt (rondeloid) w Pietrowicach Wielkich koło Raciborza[1], jednak przeprowadzone badania wykopaliskowe wskazują, że należy go datować na wczesną epokę brązu.
- W 2017 roku motolotniarze odkryli na polu w Nowym Objezierzu (gmina Moryń) takież kręgi[5], datowane przez dr Agnieszkę Matuszewską (Uniwersytet Szczeciński) tuż po odkryciu na ok. 4900–4600 r. p.n.e.[6]. W 2020 roku natrafiono na osadę jego budowniczych[7].
- W 2017 roku w ramach badań Uniwersytetu Wrocławskiego Piotr Wroniecki i Krzysztof Wieczorek rozpoznali z powietrza rondel w Drzemlikowicach[8] (gmina Oława). W 2018 roku obiekt był badany metodami geofizycznymi przez zespół dra Mirosława Furmanka.
- W listopadzie 2019 dzięki analizie map Google Mateusz Sosnowski z Instytutu Archeologii UMK i Jerzy Czerniec z Instytutu Archeologii i Etnologii PAN odkryli dwa rondele na północ od Torunia koło miejscowości Łysomice oraz koło miejscowości Tylice[9]. Oba powstały około 7 tys. lat temu i miały wejścia dokładnie naprzeciwko siebie, na osi północny zachód – południowy wschód[2]. Badania na tych obiektach przeprowadzono wiosną 2020 roku[1].